# AS Police (Niamey)
El Association Sportive Police, conocido comúnmente como AS Police, es un equipo de fútbol de Níger que juega en la Primera División de Níger, la liga de fútbol más importante del país.

## Historia
Fue fundado en el año 1993 en la capital Niamey y es el equipo que representa a la Policía Nacional de Níger, el cual cuenta con un título de liga y dos torneo de copa, los primeros obtenidos en el año 2008.
Descendió en la temporada 2011/12 tras quedar en la última posición entre 14 equipos.

## Palmarés
- Primera División de Níger: 1

2008
- Copa de Níger: 2

2008, 2021

## Participación en competiciones de la CAF
| Temporada | Torneo                       | Ronda      | Club            | Casa | Visita | Global |
| --------- | ---------------------------- | ---------- | --------------- | ---- | ------ | ------ |
| 2009      | Liga de Campeones de la CAF  | Preliminar | Al Ahly Tripoli | 2-1  | 0-6    | 2-7    |
| 2021/22   | Copa Confederación de la CAF | 1          | US Ben Guerdane | 1-0  | 1-3    | 2-3    |